# Abbie Eaton
Abigail Eaton (Kingston upon Hull, 2 januari 1992) is een Brits autocoureur. Daarnaast was zij te zien als testcoureur tijdens het tweede en derde seizoen van The Grand Tour.

## Autosportcarrière
Eaton begon haar autosportcarrière in het karting op tienjarige leeftijd. Zij behaalde in drie jaar diverse overwinningen in de Comer Cadet-, Minimax- en Junior Max-klassen. In 2007 racete zij voor het eerst in een auto in het SAXMAX-kampioenschap, waarin een vierde plaats haar beste racefinish was. In 2008 bleef zij hier actief en werd vierde in de eindstand met drie podiumplaatsen.
In 2009 stapte Eaton over naar het Production Touring Car Championship voor haar eerste seizoen in volwassen auto's. Zij reed hier in een Vauxhall Corsa SRi-R, waarmee ze uitkwam in de B-klasse. In deze klasse won zij vijftien van de achttien races en werd zij overtuigend kampioen. In 2010 zou zij uitkomen in het Britse GT-kampioenschap, maar enkele weken voor de start van het seizoen ging deze deal niet door. Desondanks reed zij dat jaar in een race van het Mazda MX5 Championship, waarin zij derde werd.
In 2011 zou Eaton fulltime uitkomen in de Mazda MX5 Cup, maar vanwege sponsorproblemen miste zij een aantal races. Desondanks wist zij in elf races in de top 10 te finishen. In 2012 reed zij opnieuw in een aantal races in dit kampioenschap, maar moest zij tijdens het seizoen stoppen vanwege familieomstandigheden.
In 2013 reed Eaton in de laatste vijf races van de Mazda MX5 Supercup, waarin zij een overwinning, twee tweede plaatsen, een derde plaats en een vierde plaats behaalde. Ook reed zij in het herfstkampioenschap van deze klasse, waarin zij twee tweede plaatsen behaalde. In 2014 reed zij haar laatste seizoen in deze klasse en behaalde zij vijf overwinningen en tien podiumplaatsen, waarmee zij tot kampioen gekroond werd.
In 2015 nam Eaton deel aan de UK GT Cup, waarin zij in een BMW E46 M3 GTR in 14 van de 22 races reed. Zij won een race en stond in totaal zes keer op het podium, waardoor zij vijfde werd in de eindstand. In 2016 maakte zij haar debuut in de Britse GT in een Maserati Granturismo MC GT4, de eerste deelname van Maserati aan de Britse GT in meer dan twintig jaar. Zij deelde een auto met Marcus Hoggarth en hun team werd tweede in de Pro/Am-klasse en vierde in het hoofdkampioenschap.
In 2017 zou Eaton oorspronkelijk niet rijden, maar zij werd opgeroepen door het team AF Corse om deel te nemen aan de race op het Autodromo Nazionale Monza in de Blancpain GT Series in een Ferrari 488 GT3. Haar team won deze race in de Am-klasse, waardoor Eaton de eerste vrouw met een klasse-overwinning werd in de geschiedenis van het kampioenschap. Ook reed zij in de seizoensfinale van de Britse GT in een Ginetta G55 GT4, waarin zij zesde werd in de GT4-klasse.
Tussen 2017 en 2019 was Eaton te zien als testcoureur van The Grand Tour als vervanger van Mike Skinner. In het tweede seizoen werd zij nooit bij naam genoemd en was haar naam enkel te zien tijdens de aftiteling. In de eerste aflevering van het derde seizoen noemde Jeremy Clarkson haar voor het eerst "Abbie", en in de vijfde aflevering werd haar volledige naam voor het eerst genoemd. Sinds het programma vanaf het vierde seizoen niet meer op locatie wordt gefilmd, is zij niet meer in de show verschenen.
In 2018 reed Eaton geen races en in 2019 kwam zij slechts uit in een race van de Super2 Series in een Holden VF Commodore en in twee races van de Jaguar I-Pace eTrophy als gastcoureur tijdens het weekend op het Riyadh Street Circuit. In de Super2 werd zij achttiende, terwijl zij in de eTrophy als vijfde en vierde eindigde. In 2020 zou zij uitkomen in de W Series, een kampioenschap waar enkel vrouwen aan deelnemen, maar het seizoen werd afgelast vanwege de coronapandemie. In plaats daarvan keerde zij terug als gastcoureur in de eTrophy in drie races op het Tempelhof Airport Street Circuit, waarin zij een achtste en twee zesde plaatsen behaalde. In 2021 maakt zij alsnog haar racedebuut in de W Series.